# Limothrips
Genre
Limothrips est un genre d'insectes thysanoptères de la famille des Thripidae qui regroupe des espèces présentes dans les régions tempérées du monde. 
Ces insectes sont des parasites des plantes de la famille des Poaceae (graminées).

## Liste d'espèces
Selon Catalogue of Life (10 septembre 2021) :
- Limothrips angulicornis Jablonowski, 1894
- Limothrips cerealium (Haliday, 1836)
- Limothrips clarus Solowiow, 1924
- Limothrips consimilis Priesner, 1926
- Limothrips denticornis (Haliday, 1836)
- Limothrips schmutzi Priesner, 1919
- Limothrips serotina Targioni-Tozzetti, 1891
- Limothrips transcaucasicus Savenko, 1944

Selon ITIS (23 mai 2014) :
- Limothrips angulicornis Jablonowski, 1894
- Limothrips cerealium (Haliday, 1836)
- Limothrips consimilis Priesner, 1926
- Limothrips denticornis (Haliday, 1836)

Selon GBIF (23 mai 2014) :
- Limothrips angulicornis Jablonowski, 1894
- Limothrips cerealium (Haliday, 1836)
- Limothrips consimilis Priesner, 1926
- Limothrips denticornis (Haliday, 1836)
- Limothrips schmutzi  (Priesner, 1919)

Selon NCBI (23 mai 2014) :
- Limothrips cerealium
- Limothrips denticornis